# Alessandro Bentivoglio
Alessandro Bentivoglio (Bologna, 1474 – Milano, 20 novembre 1532) è stato un nobile e condottiero bolognese.
Era figlio di Giovanni II Bentivoglio e di Ginevra Sforza, figlia di Alessandro Sforza signore di Pesaro.
È raffigurato insieme a tutta la famiglia Bentivoglio nella pala Bentivoglio di Lorenzo Costa.

## Biografia
Venne nominato cavaliere nel 1483 dal duca di Calabria Alfonso d'Aragona.
Nel giugno del 1492 sposò a Milano Ippolita Sforza (1481-1521) che gli portò in dote anche la signoria di Casteggio. Ippolita era figlia di Carlo Sforza, conte di Magenta, un figlio illegittimo di Galeazzo Maria Sforza, duca di Milano e di Lucrezia Landriani.

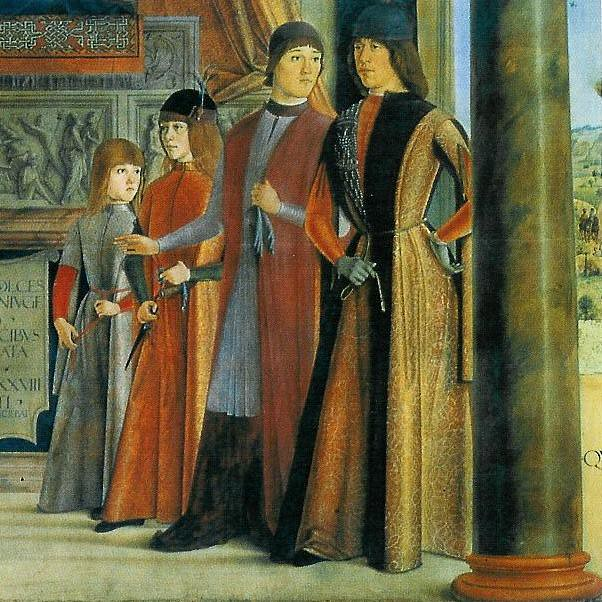
Figli di Giovanni II Bentivoglio nella Pala Bentivoglio.

Insieme al padre e ai fratelli Annibale ed Ermes, anch'essi condottieri, svolse mansioni di rappresentanza e partecipò ad alcuni episodi bellici della penisola italica, interessata continuamente da conflitti tra i vari signori dell'epoca.
Nel 1498 venne nominato assieme ai fratelli conte palatino dall'imperatore.
Fece edificare il Palazzo Bentivoglio Pepoli nelle campagne di Rigosa a Zola; il luogo d'estate diventava un centro mondano e culturale.
Nel 1506 fu costretto a fuggire da Bologna, per ordine del papa Giulio II che intimò ai Bentivoglio di lasciare la città. Si rifugiò a Fidenza ma dovette spostarsi in varie città in quanto ogni volta che queste ospitavano un Bentivoglio ricevevano un interdetto del papa. Giulio II aveva infatti messo una taglia sulla sua cattura, preoccupato dalla reazione armata dei fratelli Bentivoglio. In effetti questi cercarono più volte di organizzare un esercito per riconquistare la loro città perduta. Nel 1511 dopo vari tentativi e con l'aiuto dei francesi, riuscirono nel loro intento e Annibale si autonominò signore di Bologna.

Stemma Bentivoglio.

L'anno dopo però i francesi si ritirarono e i bolognesi insorsero per cacciare nuovamente i Bentivoglio. Alessandro e gli altri furono quindi costretti a lasciare, stavolta per sempre, la città natale. Riuscirono però a riavere i loro averi sparsi nel nord Italia. Alessandro riebbe i castelli di Covo e Antegnate nel territorio bergamasco.
Passò sotto la protezione e al servizio degli Sforza e divenne consigliere ducale. Rimase a Milano anche quando il ducato passò sotto il controllo degli spagnoli nel 1525 e venne nominato governatore della città insieme Gianfrancesco Visconti.
Morì a Milano nel 1532 e venne sepolto nella chiesa di San Maurizio presso il Monastero Maggiore.

## Discendenza
Alessandro e Ippolita ebbero sette figli:
- Sforza (1497-8 gennaio 1517[4]);
- Giovanni, morto infante;
- Ginevra (1503-19 gennaio 1545 o subito dopo[5].), sposò nel maggio 1523[5]. Giovanni del Carretto (-1535), che ereditò la contea di Casteggio;
- Bianca (1504-?), monaca benedettina nel Monastero Maggiore di Milano dal 1515 come suor Alessandra, ne fu badessa per sei termini[6];
- Violante (1505-1572), sposò Giovanni Paolo I Sforza, un figlio illegittimo di Ludovico il Moro;
- Ippolita, monaca benedettina nel Monastero Maggiore di Milano[6] (?-dopo il 3 agosto 1529);
- Isabella[6], monaca benedettina nel Monastero Maggiore di Milano dal 1531.

## Ascendenza
|                         |                        |                                 | Genitori            |  |  | Nonni |  |  | Bisnonni                   |  |  | Trisnonni              |  |
|                         |                        |                                 |                     |  |  |       |  |  | Anton Galeazzo Bentivoglio |  |  | Giovanni I Bentivoglio |  |
|                         |                        |                                 |                     |  |  |       |  |  | Anton Galeazzo Bentivoglio |  |  | Giovanni I Bentivoglio |  |
|                         |                        | Elisabetta da Castel San Pietro |                     |  |  |       |  |  | Anton Galeazzo Bentivoglio |  |  |                        |  |
| Annibale I Bentivoglio  |                        |                                 |                     |  |  |       |  |  | Anton Galeazzo Bentivoglio |  |  |                        |  |
|                         |                        | Francesca Gozzadini             | Gozzadino Gozzadini |  |  |       |  |  |                            |  |  |                        |  |
|                         |                        | Francesca Gozzadini             | Gozzadino Gozzadini |  |  |       |  |  |                            |  |  |                        |  |
|                         |                        | Francesca Gozzadini             | Costanza Scappi     |  |  |       |  |  |                            |  |  |                        |  |
| Giovanni II Bentivoglio |                        | Francesca Gozzadini             |                     |  |  |       |  |  |                            |  |  |                        |  |
|                         |                        | Lancillotto Visconti            | Bernabò Visconti    |  |  |       |  |  |                            |  |  |                        |  |
|                         |                        | Lancillotto Visconti            | Bernabò Visconti    |  |  |       |  |  |                            |  |  |                        |  |
|                         |                        | Lancillotto Visconti            | Donnina Porro       |  |  |       |  |  |                            |  |  |                        |  |
| Donnina Visconti        |                        | Lancillotto Visconti            |                     |  |  |       |  |  |                            |  |  |                        |  |
|                         |                        | …                               | …                   |  |  |       |  |  |                            |  |  |                        |  |
|                         |                        | …                               | …                   |  |  |       |  |  |                            |  |  |                        |  |
|                         |                        | …                               | …                   |  |  |       |  |  |                            |  |  |                        |  |
| Alessandro Bentivoglio  |                        | …                               |                     |  |  |       |  |  |                            |  |  |                        |  |
|                         | Muzio Attendolo Sforza | Giovanni Attendolo              |                     |  |  |       |  |  |                            |  |  |                        |  |
|                         | Muzio Attendolo Sforza | Giovanni Attendolo              |                     |  |  |       |  |  |                            |  |  |                        |  |
|                         | Muzio Attendolo Sforza | Elisa Petraccini                |                     |  |  |       |  |  |                            |  |  |                        |  |
| Alessandro Sforza       | Muzio Attendolo Sforza |                                 |                     |  |  |       |  |  |                            |  |  |                        |  |
|                         |                        | Lucia Terzani                   | …                   |  |  |       |  |  |                            |  |  |                        |  |
|                         |                        | Lucia Terzani                   | …                   |  |  |       |  |  |                            |  |  |                        |  |
|                         |                        | Lucia Terzani                   | …                   |  |  |       |  |  |                            |  |  |                        |  |
| Ginevra Sforza          |                        | Lucia Terzani                   |                     |  |  |       |  |  |                            |  |  |                        |  |
|                         |                        | …                               | …                   |  |  |       |  |  |                            |  |  |                        |  |
|                         |                        | …                               | …                   |  |  |       |  |  |                            |  |  |                        |  |
|                         |                        | …                               | …                   |  |  |       |  |  |                            |  |  |                        |  |
| …                       |                        | …                               |                     |  |  |       |  |  |                            |  |  |                        |  |
|                         |                        | …                               | …                   |  |  |       |  |  |                            |  |  |                        |  |
|                         |                        | …                               | …                   |  |  |       |  |  |                            |  |  |                        |  |
|                         |                        | …                               | …                   |  |  |       |  |  |                            |  |  |                        |  |
|                         |                        | …                               |                     |  |  |       |  |  |                            |  |  |                        |  |